# Рејнир (Вашингтон)
Рејнир (енгл. Rainier) град је у америчкој савезној држави Вашингтон. По попису становништва из 2010. у њему је живело 1.794 становника.

## Демографија
Према попису становништва из 2010. у граду је живело 1.794 становника, што је 302 (20,2%) становника више него 2000. године.
| Група             | 2000.         | 2010.         |
| Белци             | 1.346 (90,2%) | 1.571 (87,6%) |
| Афроамериканци    | 8 (0,5%)      | 22 (1,2%)     |
| Азијати           | 11 (0,7%)     | 19 (1,1%)     |
| Хиспаноамериканци | 58 (3,9%)     | 89 (5,0%)     |
| Укупно            | 1.492         | 1.794         |